# Hertelendyfalva
Hertelendyfalva (szerbül Војловица / Vojlovica, németül Wojlovitz) egykor önálló község Szerbiában, a Vajdaságban, a Dél-bánsági körzetben, Pancsova községben. Ma Pancsova külvárosa.

## Nevének eredete
A falu nevét Hertelendy Józsefről, Torontál vármegye főispánjáról kapta, aki egyben a falu gondnoka is volt.A szerb nevét a település 1922-ben kapta, amely a közelben levő görögkeleti kolostor nevéből ered, melynek erdejét a kincstár kisajátította a falu számára.

## Történet
Hertelendyfalva őslakosai (Nagy György kormánybiztos emlékirataiban 500 németet és 566 szlovákot említ) az árvízkárosult Marienfeld lakói voltak, ezért tekintik Marienfeldet Hertelendyfalva előtelepének. A község 1868-ban telepített az al-dunai kincstári birtokra 1060 német és szlovák lakost,1883-ban ide telepítették a Bukovinából beköltöztetett székelyek egy részét. Az első csapat 1883. április 4-én érkezett, mintegy 382 lélek, kiket az újonnan telepített Hertelendyfalva községbe osztottak be. Ekkor kapta a település a magyar nevét. A magyarok idetelepítésében nagy szerepe volt Thomka Károly református lelkésznek.
A községnek van egy református és egy evangélikus temploma. A református templom 1902-ben épült. Posta és telefonállomással rendelkezik.
1910-ben 2916 lakosából 1226 fő magyar, 684 fő német, 992 fő szlovák, 2 fő román, 1 fő horvát, 15 fő szerb anyanyelvű volt. Ebből 278 fő római katolikus, 2 fő görögkatolikus, 1004 fő református, 1617 fő ág. hitv. evangélikus, 15 fő görögkeleti ortodox, 1 fő unitárius, 3 fő izraelita vallású volt. A lakosok közül 1844 fő tudott írni és olvasni, 2099 lakos tudott magyarul.
A trianoni békediktátumig Torontál vármegye Pancsovai járásához tartozott.

## Kultúra
A községben található a Tamási Áron Székely-Magyar Művelődési Egyesület, amelynek tagsága a 126 éve idetelepített bukovinai Székelyek nyelvjárását, hagyományait, szokásait ápolja és őrzi. Az egyesület szervezetten 1961 óta létezik, a neves székely író nevét pedig 1969 óta viseli.
A vegyes népdalkórus székely népdalcsokrokkal lép fel minden dél-bánáti és vajdasági fesztiválon, de volt fellépésük Magyarországon is. A népművészeti csoport tagjai főként a székely hímzést ápolják, nemzetközi kiállításokon többségük nagymesteri díjban részesült, ám kiállításaikon más munkák is szerepelnek.

## Külső hivatkozások
- Hertelendyfalva története